# Nottaway
Nottaway (fr. Rivière Nottaway) – rzeka w Kanadzie, w zachodniej części prowincji Quebec. Ma 225 km długości. Wypływa z jeziora Matagami na wysokości 233 m n.p.m. Płynie w kierunku północno-zachodnim, uchodzi do zatoki Rupert Bay na południowym krańcu Zatoki Jamesa. Główne dopływy rzeki – Bell, Chibougamau i Waswanipi – uchodzą do jeziora Matagami, a każdy z nich dodaje ponad 240 km do długości głównego nurtu. Licząc od źródła rzeki Bell, rzeka ma 776 km długości. Nazwa rzeki pochodzi od słowa nadowe z języków algonkiańskich, które oznacza „wąż” i było używane przez Algonkinów na określenie ich wrogów, zwłaszcza Irokezów. Indianie Kri nazywają tę rzekę „Natuweu Nipi”, co oznacza „rzeka obcych ludzi”, natomiast w dialekcie mistassin słowo „Irokez” wymawia się jako Nottaweou. Rzeka płynie szybkim nurtem i ma duży potencjał hydroenergetyczny. Została zbadana przez Roberta Bella, kanadyjskiego geologa rządowego, w latach 70. XIX wieku.